# Бернијер на Мору
Бернијер на Мору (фр. Bernières-sur-Mer) насеље је и општина у северној Француској у региону Доња Нормандија, у департману Калвадос која припада префектури Кан.
По подацима из 2011. године у општини је живело 2.311 становника, а густина насељености је износила 301,7 становника/km². Општина се простире на површини од 7,66 km². Налази се на средњој надморској висини од 4 метра (максималној 55 m, а минималној 0 m).

## Демографија
| 1962. | 1968. | 1975. | 1982. | 1990. | 1999. | 2011. |
| ----- | ----- | ----- | ----- | ----- | ----- | ----- |
| 930   | 964   | 1.053 | 1.548 | 1.563 | 1.882 | 2.311 |

График промене броја становника у току последњих година